# Tercera División (Mexiko)
Die mexikanische Tercera División ist die ehemals dritthöchste, seit 1994/95 vierthöchste und mittlerweile fünfthöchste Spielklasse im mexikanischen Vereinsfußball. Ursprünglich als Liga mit 16 Mannschaften gegründet, in der jeder gegen jeden spielte, besteht sie mittlerweile aus weit mehr als 200 Mannschaften, die weitgehend nach regionalen Gesichtspunkten in mindestens 15 (zuletzt sogar 17) Gruppen unterteilt sind.

## Geschichte der Tercera División mexicana
Die Tercera División wurde 1967 mit 16 Gründungsmitgliedern als landesweite dritte Liga des mexikanischen Vereinsfußballs ins Leben gerufen. Der Spielbetrieb der Eröffnungssaison startete am 9. Juli 1967 mit den folgenden Begegnungen:
- Deportivo Iguala vs Universidad Veracruzana
- CD San Marcos vs Universidad de Puebla
- Deportivo Chalco vs CF Cuautitlán
- CD Electra vs CD Cuautla
- CD Las Brisas vs CD Zapata
- Mastines de Naucalpan vs Gutiérrez Zamora
- Club San Luis vs A.D.O.
- Lobos de Querétaro vs Universidad de Toluca

Erster Meister und Aufsteiger in die Segunda División war der CD Zapata, der allerdings nach zwei Zweitligaspielzeiten wieder abstieg und in die Tercera División zurückkehrte.
Die Tercera División (dt. Dritte Liga) war nur 15 Jahre lang bis einschließlich zur Saison 1981/82 eine drittklassige Liga. Diesen Status verlor sie durch die Einführung der neuen Segunda División 'B' ab der Saison 1982/83. Die neue Liga galt fortan als "Unterbau" zur Segunda División und war damit de facto die neue dritte Liga, so dass die Tercera División seither nur noch die vierthöchste Spielklasse im mexikanischen Vereinsfußball ist. Dieser Status veränderte sich auch zwölf Jahre später nicht, als zum Saisonende 1993/94 die Segunda División 'B'  wieder eingestellt wurde. Denn gleichzeitig war mit Beginn der Saison 1994/95 ein neuer "Unterbau" kreiert worden, der sich diesmal Primera División 'A' nannte und fortan die Rolle der neuen zweiten Liga einnahm. Dadurch wurde die Segunda División drittklassig und die Tercera División blieb viertklassig.
Bis einschließlich zur Saison 1991/92 war die Tercera División 25 Jahre lang insofern eine Einheit, als nur ein Meister ermittelt wurde, der gleichzeitig auch aufstiegsberechtigt war. Mit Beginn der Saison 1992/93 wurden Filialteams von Erstligavereinen (Equipos Sucursales) integriert, die zwar mitspielen dürfen, aber nicht aufstiegsberechtigt sind. Während die besten aufstiegsberechtigten Mannschaften Meisterschaft und Aufstieg innerhalb des herkömmlichen Torneo Ascenso austragen, ermitteln die neuen Filialteams zeitgleich ihren Meister in einem separaten Turnier, dem Torneo Sucursales. Mit Beginn der Saison 1994/95 wurde in den sechs aufeinander folgenden Spielzeiten zwischen den Meistern der beiden voneinander getrennten Turniere noch zusätzlich ein Gesamtmeister (Campeón de Campeones) ausgetragen; zu vergleichen in etwa mit dem in Europa bekannten Supercup, der in der Regel zwischen Meister und Pokalsieger ermittelt wird. Nur zweimal konnte dieser Titel vom Meister des Torneo Ascenso gewonnen werden, aber viermal vom Meister des Torneo Sucursales. Die einzige Mannschaft, die diesen Titel zweimal gewann (1996 und 1997), war das Filialteam des Club América.
Zum vorübergehend letzten Mal wurde in der Saison 2001/02 für beide Turniere (Ascenso und Sucursales) ein Gesamtmeister ermittelt, doch 2008/09 kehrte man zu diesem Verfahren zurück. In den sieben dazwischen liegenden Spielzeiten wurde die Meisterschaft nach dem Vorbild höherer Ligen in zwei Hälften geteilt und jeweils ein Meister der Apertura (Hinrunde) und der Clausura (Rückrunde) ermittelt. Beide Meister des Torneo Ascenso waren aufstiegsberechtigt, in den Jahren zuvor waren es (ebenso wie 2008/09) der Meister und Vizemeister der Gesamtsaison.

## Die Meister
Einschließlich der abgeschlossenen Saison 2008/09 besteht die Tercera División seit 42 Jahren. In diesen wurden 49 Mal das Torneo Ascenso und 24 Mal das Torneo Sucursales ausgetragen. Neben diesen Turnieren wurde in einigen Spielzeiten noch ein drittes Turnier ausgetragen: dreimal das Torneo Promocional Pacífico in den Jahren 2004 und 2005 sowie zweimal das Torneo Promocional del Estado de Chihuahua in der Saison 2006/07.
An den beiden letztgenannten Sonderturnieren nahmen ausschließlich Mannschaften aus den namentlich benannten Regionen teil. Sieger des ersten Torneo Pacífico wurde die Mannschaft der Diablos de Hermosillo (Clausura 2004) und in den beiden folgenden Spielzeiten die Vertretung der Búhos de Hermosillo (Apertura 2004 und Clausura 2005). Das in der Saison 2006/07 zweimal ausgetragene Torneo de Chihuahua wurde beide Male von den Gallos de Pelea de Canal 5 gewonnen.
Während es in den nur fünfmal ausgetragenen Sonderturnieren im Nordwesten Mexikos insgesamt nur drei verschiedene Meister gab (weil zwei Mannschaften je zweimal gewannen), verteilen sich die 49 Meister des Torneo Ascenso auf fast ebenso viele Mannschaften. Die einzige Mannschaft, die dieses Turnier zweimal gewinnen konnte, ist das frühere Deportivo und spätere Atlético Cihuatlán (1998/99 und Clausura 2007). Evtl. trifft dies auch auf die Mannschaft(en) aus Tecoman zu, die das Turnier in den Spielzeiten 1982/83 (Tecoman F.C.) und der Clausura 2004 (Atlético Tecoman) gewinnen konnte(n), doch kann aufgrund der derzeitigen Quellenlage leider nicht recherchiert werden, ob es sich hierbei um zwei verschiedene Vereine handelt oder um einen umbenannten Verein. Der "Doppelsieger" CF Soccer Manzanillo bleibt hier unberücksichtigt, weil die Clausura 2006 von seiner ersten Mannschaft gewonnen wurde und die Clausura 2008 von seiner "B"-Auswahl.
Dagegen teilen sich die bisherigen 24 Meister des Torneo Sucursales (seit der Saison 2004/05 in Torneo Filiales umbenannt) auf nur insgesamt 13 Mannschaften bzw. zehn Ursprungsvereine auf. Häufigste Sieger waren die Nachwuchsmannschaften des Club América, die insgesamt sechs Titelgewinne verbuchen konnten: zunächst war América Coapa in den Jahren 1996 und 1997 erfolgreich, als sie auch beide Male den „Supercup“ gewannen (s. o.) Danach gewann das América "C"  genannte Team die Meisterschaft viermal (Apertura 2003, Clausura 2004, Apertura 2006 und Apertura 2007). Zweiterfolgreichster Profiverein war Necaxa, dessen Reservemannschaft Necaxa "C"  ebenfalls viermal erfolgreich war (1998/99, Clausura 2003, Clausura 2007 und Clausura 2007). Dahinter folgen die Reserveteams von Chivas Guadalajara und UANL Tigres mit jeweils drei Titeln vor den Filialteams der UAG Tecos und Monarcas Morelia mit jeweils zwei Meisterschaften. Je einmal waren die Filialteams vom CF Monterrey, CD Cruz Azul, CF Atlas und den UAT Correcaminos erfolgreich.

### Liste der bisherigen Meister im Torneo Ascenso und Torneo Sucursales
Hinweis: zwischen 1994/95 und 1999/00 gewann die jeweils mit dem Zusatz "(CC)" vermerkte Mannschaft den Titel Campeón de Campeones.
| Spielzeit     | Campeón de Ascenso         | Campeón de Sucursales / Filiales |
| ------------- | -------------------------- | -------------------------------- |
| 1967/68       | CD Zapata                  | x                                |
| 1968/69       | Mastines de Naucalpan      | x                                |
| 1969/70       | Club San Luis              | x                                |
| 1970/71       | Lobos de Querétaro         | x                                |
| 1971/72       | Orizaba FC                 | x                                |
| 1972/73       | UAG Tecos                  | x                                |
| 1973/74       | Celaya F.C.                | x                                |
| 1974/75       | U.A.E.M.                   | x                                |
| 1975/76       | T.A.M.S.A.                 | x                                |
| 1976/77       | Osos Grises de Toluca      | x                                |
| 1977/78       | CD Zamora                  | x                                |
| 1978/79       | Lobos de Tlaxcala          | x                                |
| 1979/80       | CF Oaxtepec                | x                                |
| 1980/81       | Azucareros de Córdoba      | x                                |
| 1981/82       | Petroleros de Poza Rica    | x                                |
| 1982/83       | Tecomán FC                 | x                                |
| 1983/84       | CD San Mateo Atenco        | x                                |
| 1984/85       | Búfalos de Curtidores      | x                                |
| 1985/86       | CD Progreso de Cocula      | x                                |
| 1986/87       | Águila Progreso Industrial | x                                |
| 1987/88       | Ecatepec FC                | x                                |
| 1988/89       | Club Ayense                | x                                |
| 1989/90       | Brujos de Zitlaltepec      | x                                |
| 1990/91       | Linces de Celaya           | x                                |
| 1991/92       | Atlético San Francisco     | x                                |
| 1992/93       | CD Colimense               | CF Monterrey "B"                 |
| 1993/94       | Tigrillos de la UANL       | CD Guadalajara "B"               |
| 1994/95       | Monterrey FAAC             | Cruz Azul México (CC)            |
| 1995/96       | Deportivo Zitácuaro        | América Coapa (CC)               |
| 1996/97       | CF Cuautitlán              | América Coapa (CC)               |
| 1997/98       | Cachorros de Sayula (CC)   | Académicos                       |
| 1998/99       | Deportivo Cihuatlán        | Necaxa "B" (CC)                  |
| 1999/00       | Guadalajara "B" (CC)       | Atlético Morelia "C"             |
| 2000/01       | Pumas Naucalpan            | Tigres, S.D.                     |
| Invierno 2001 | Académicos                 | Estudiantes Tecos                |
| Verano 2002   | Alacranes de Apatzingán    | UAT Correcaminos "C"             |
| Apertura 2002 | Deportivo Tepic            | Tigres S.D.                      |
| Clausura 2003 | Inter Playa del Carmen     | Necaxa "C"                       |
| Apertura 2003 | Jersy Nay Ixcuintla        | América "C"                      |
| Clausura 2004 | Atlético Tecomán           | América "C"                      |
| Apertura 2004 | CD Autlán "B"              | Tigres, S.D.                     |
| Clausura 2005 | Atlético Cuauhtémoc        | Guadalajara "C"                  |
| Apertura 2005 | P. Tecamachalco "B"        | Guadalajara "C"                  |
| Clausura 2006 | Soccer Manzanillo "B"      | Estudiantes Tecos                |
| Apertura 2006 | Búhos de Hermosillo        | América "C"                      |
| Clausura 2007 | Atlético Cihuatlán         | Necaxa "C"                       |
| Apertura 2007 | Atlético Comonfort         | América "C"                      |
| Clausura 2008 | Soccer Manzanillo "B"      | Necaxa "C"                       |
| 2008/2009     | Héroes de Caborca          | Atlético Morelia "C"             |
| 2009/2010     | Patriotas de Córdoba       | Guadalajara "C"                  |
| 2010/2011     | Vaqueros de Ixtlán "B"     | Santos Casino                    |
| 2011/2012     | Real Cuautitlán            | Guadalajara "C"                  |
| 2012/2013     | Poblado Miguel Alemán      | Estudiantes Tecos                |
| 2013/2014     | Pachuca "C"                | Poblado Miguel Alemán            |
| 2014/2015     | CD Uruapan                 | Zacatecas "C"                    |
| 2015/2016     | Leones Negros UdeG "B"     | Zacatecas "C"                    |
| 2016/2017     | Tecos FC                   | Guadalajara "C"                  |
| 2017/2018     | Acatlán FC                 | UNAM Pumas "C"                   |
| 2018/2019     | Héroes de Zaci             | UNAM Pumas "C"                   |
| 2019/2020     | Saison abgebrochen         |                                  |
| 2020/2021     | Fuertes de Fortín FC       | Dorados de Sinaloa "C"           |
| 2021/2022     | Mazorqueros FC II          | Tecos FC II                      |
| 2022/2023     | Aguacateros de Peribán FC  | CF Pachuca III                   |
| 2023/2024     | Faraones de Texcoco        | Cimarrones de Sonora III         |

## Einteilung der Gruppen in der Saison 2009/10
Die nachstehende Liste ermöglicht einen Überblick über die regionale Einteilung der 15 Gruppen der Tercera División. Zu beachten ist, dass es in seltenen Fällen vorkommt, dass der Hauptsitz eines Vereins von seinem Spielort abweicht. Da auf der offiziellen Website der Tercera División stets der Vereinssitz (und nicht der Spielort) genannt wird, kann es in einigen Fällen zu vermeintlich größeren regionalen Abweichungen kommen. So ist in den Gruppen XI und XV je ein Verein mit Sitz im Distrito Federal enthalten, deren Spielorte jedoch vom Vereinssitz abweichen dürften. Genannt werden in der nachstehenden Tabelle nicht die 240 selbst in Mexiko meist nur wenig bekannten Vereine (sie sind aber im Artikel der englischen Wikipedia enthalten, siehe Button links), sondern nur die Abkürzungen der Bundesstaaten, deren Vereine in der jeweiligen Gruppe vertreten sind. In Klammer ist die Anzahl der Vereine aus dem entsprechenden Bundesstaat genannt, die in der jeweiligen Gruppe spielen.
| Gruppe | Anzahl Teams | Bundesstaaten                                                          |
| ------ | ------------ | ---------------------------------------------------------------------- |
| I      | 16           | Camp. (3), Chis. (1), Oax. (1), Q.R. (6), Tab. (2), Ver. (1), Yuc. (2) |
| II     | 18           | Oax. (1), Pue. (1), Tab. (1), Tamps. (1), Ver. (14)                    |
| III    | 16           | Gro. (2), Mex. (1), Mor. (6), Oax. (3), Pue. (2), Tlax. (2)            |
| IV     | 18           | D.F. (6), Mex. (12)                                                    |
| V      | 18           | D.F. (5), Hgo. (5), Mex. (6), Pue. (2)                                 |
| VI     | 18           | D.F. (9), Mex. (5), Pue. (2), Ver. (2)                                 |
| VII    | 18           | D.F. (4), Mex. (13), Mich. (1)                                         |
| VIII   | 13           | Gto. (3), Gro. (2), Mich. (4), Qro. (4)                                |
| IX     | 18           | Ags. (2), Gto. (13), Mich. (2), Zac. (1)                               |
| X      | 15           | Col. (3), Jal. (12)                                                    |
| XI     | 16           | D.F. (1), Jal. (13), Mich. (1), Nay. (1)                               |
| XII    | 18           | N.L. (8), S.L.P. (2), Tamps. (8)                                       |
| XIII   | 13           | B.C. (4), B.C.S. (1), Sin. (4), Son. (4)                               |
| XIV    | 13           | Chih. (12), Coah. (1)                                                  |
| XV     | 12           | Ags. (2), Coah. (1), D.F. (1), Dgo. (7), S.L.P. (1)                    |

### Ehemalige Erstligisten in der Tercera División
Folgende ehemalige Erstligisten spielen in der Saison 2009/10 in der Tercera División (es werden nur die ersten Mannschaften eines Vereins erfasst; Filial-, Reserve- und Nachwuchsmannschaften bleiben unberücksichtigt):
- Coyotes Neza (Gruppe IV)
- Mulos del CD Oro (Gruppe X)
- CD Nacional (Gruppe XI)